# Alkanna milliana
Alkanna milliana är en strävbladig växtart som beskrevs av H. Sümbül. Alkanna milliana ingår i släktet Alkanna och familjen strävbladiga växter. Inga underarter finns listade i Catalogue of Life.